# Kamen Rider Gaim
Kamen Rider Gaim (jap. 仮面ライダー鎧武(ガイム) Kamen Raidā Gaimu; czasem nazywany też Kamen Rider Gaimu) – japoński serial tokusatsu, dwudziesta czwarta odsłona serii Kamen Rider. Serial został stworzony przez Toei Company. Emitowany był na kanale TV Asahi od 6 października 2013 do 28 września 2014, liczył 47 odcinków.
Sloganami serialu są zdania: „Era Wojny Riderów” (ライダー戦国時代 Raidā Sengoku-jidai) oraz „Jak użyjesz tej mocy?” (キミはこの力どう使う？ Kimi wa kono chikara dō tsukau?).

## Fabuła
W fikcyjnym mieście Zawame Korporacja Yggdrasill przejmuje kontrolę nad handlem prawie wszystkimi dobrami konsumpcyjnymi. Budując ogromną siedzibę w kształcie drzewa zamienia tętniące życiem Zawame w „gród zamkowy” nad którym przejmuje praktycznie całą kontrolę. Aby przywrócić radość mieszkańcom miasta młodzi ludzie tworzą grupy tancerzy ulicznych. W międzyczasie rozpoczyna się gra przy użyciu tajemniczych przedmiotów zwanych Ziarnokłódkami. Przypominają one kłódki i posiadają w sobie moc owoców, a także trzymają w sobie potwory zwane Inves pochodzące prawdopodobnie z innego wymiaru zwanego Hellheim. Z czasem walka między wypuszczonymi awatarami Invesów staje się coraz bardziej popularna, jednak jeśli kogoś dopadnie smutek i łzy, Inves wyjdą z Ziarnokłódek i zaczną atakować innych.
Fabuła serialu koncentruje się na losach dwudziestolatka Kōty Kazuraby. Chłopak wcześniej należał do grupy tanecznej Gaim, jednak odszedł z niej by pomóc swej siostrze Akirze. Po spotkaniu ze swą przyjaciółką Mai Takatsukasą, Kōta wplątuje się w grę poprzez wejście do tajemniczego lasu Hellheim i odnalezienie Ziarnokłódki Pomarańczy i tajemniczego pasa zwanego Sengoku Driverem. Za ich pomocą przemienia się w Kamen Ridera Gaim i walczy z Inves, a także z innymi Riderami, między innymi z Kaito Kumonem, pragnącym siły przywódcą konkurencyjnej grupy Baron przemieniającym się w Kamen Ridera Barona. Innym utrapieniem Kazuraby staje się wspomniana Korporacja Yggdrasill, której prawdziwe cele nie są początkowo znane. Organizacji tej w Zawame przewodzi niejaki Takatora Kureshima (Kamen Rider Zangetsu), którego młodszy brat Mitsuzane (Kamen Rider Ryugen) jest członkiem grupy Gaim. Mitsuzane żyjąc w cieniu swego brata nie wie, czy iść u boku jego czy wspierać swych kolegów z grupy. Z czasem prawdziwe cele Yggdrasill wychodzą na jaw, zaś Riderzy wspólnie zaczynają bój o przyszłość ludzkości.

## Postacie

### Riderzy główni
- Kōta Kazuraba (jap. 葛葉 紘汰 Kazuraba Kōta) / Kamen Rider Gaim (jap. 仮面ライダー鎧武 Kamen Raidā Gaimu): młody tancerz, który zrezygnował z tańca by pomagać swojej starszej siostrze w utrzymaniu domu. Wraz z koleżanką z dawnego zespołu tanecznego przez przypadek wchodzi do lasu Helheim gdzie zdobywa sterownik Sengoku oraz Pomarańczową Ziarnokłódkę. W splocie wydarzeń, kierowany przez tajemniczą Kobietę Początku staje się Kamen Rider Gaim. Początkowo pragnie wykorzystać moce dla siebie poprzez używanie ich w grach (na których może zarobić) oraz dla zwiększenia pozycji swojego zespołu w rankingu. Z czasem jednak jego kompleks bohatera oraz doświadczenia wynikające ze spotkania z innymi Riderami, uczą go pokory i sprawiają, że chłopak obiera za cel powstrzymanie planów Korporacji Yggdrasil oraz nadchodzącego kataklizmu ze strony lasu Helheim. Poza zmaganiami Kōta uczestniczy w miłosnym czworokącie, w którym to walczy ze swoim rywalem Kaito Kumonem i dawnym przyjacielem Mitsuzane Kureshimą o uczucia Mai Takatsukasy.
- Kaito Kumon (jap. 駆紋 戒斗 Kumon Kaito) / Kamen Rider Baron (jap. 仮面ライダーバロン Kamen Raidā Baron)
- Mitsuzane Kureshima (jap. 呉島 光実 Kureshima Mitsuzane) / Kamen Rider Ryugen (jap. 仮面ライダー龍玄 Kamen Raidā Ryūgen)
- Takatora Kureshima (jap. 呉島 貴虎 Kureshima Takatora) / Kamen Rider Zangetsu (jap. 仮面ライダー斬月 Kamen Raidā Zangetsu)

### Riderzy poboczni
- Ryōji Hase (jap. 初瀬 亮二 Hase Ryōji) / Kamen Rider Kurokage (jap. 仮面ライダー黒影 Kamen Raidā Kurokage)

- Hideyasu Jōnouchi (jap. 城乃內 秀保 Jōnouchi Hideyasu) / Kamen Rider Guridon (jap. 仮面ライダーグリドン Kamen Raidā Guridon)

- Ōren Pierre Alfonso (jap. 凰蓮・ピエール・アルフォンゾ Ōren Piēru Arufonzo) / Kamen Rider Bravo (jap. 仮面ライダーブラーボ Kamen Raidā Burābo) – homoseksualny cukiernik, właściciel najlepszej cukierni w Zawame – Charmant. Swoje zdolności nabył we Francji. Jego prawdziwe nazwisko to Gennosuke Ōren. W przeszłości Ōren pracował jako najemnik, należał do Legii Cudzoziemskiej

- Zack (jap. ザック Zakku) / Kamen Rider Knuckle (jap. 仮面ライダーナックル Kamen Raidā Nakkuru) – początkowo wicelider, a następnie lider Grupy Baron po odejściu Kaito. Jest świetnym tancerzem wiernym swojemu przywódcy. Początkowo wraz z Peko dokonywał nieczystych zagrywek by wybić Grupę Baron na szczyt rankingu Beat Riderów, jednak kiedy Kaito to odkrył zakazał im takiego postępowania. Kiedy Kaito odszedł z grupy dał Zackowi Sengoku Drivera i Ziarnokłódkę Orzecha oraz uczynił go liderem. Zack pokazał swoją bohaterską stronę podczas wspólnego występu wszystkich Beat Riderów pomagając Kōcie walczyć z wynajętym przez Yggdrasill Ōrenem. Później po rozwiązaniu większości grup Zack i Peko sprzymierzyli się z Grupą Gaim wspólnie walcząc z potworami. Zack odkrył, że ludzie zaatakowani przez Inves zostają opętani przez pnącza z lasu Helheim co prowadzi do ich zamiany w potwory.

- Ryōma Sengoku (jap. 戦極 凌馬 Sengoku Ryōma) / Kamen Rider Duke (jap. 仮面ライダーデューク Kamen Raidā Dyūku) – szalony naukowiec i bliski współpracownik Takatory, który bada las Hellheim i jest twórcą Systemów Riderów.

- Sid (jap. シド Shido) / Kamen Rider Sigurd (jap. 仮面ライダーシグルド Kamen Raidā Shigurudo) – diler Ziarnokłódek i Sengoku Driverów przesiadujący zwykle w Drupers, gdzie rozwija swój handel.

- Yōko Minato (jap. 湊 耀子 Minato Yōko) / Kamen Rider Marika (jap. 仮面ライダーマリカ Kamen Raidā Marika)

### Pozostałe postaci
- Mai Takatsukasa (jap. 高司 舞 Takatsukasa Mai)
- Chucky (jap. チャッキー Chakkī)
- Rika (jap. リカ)
- Rat (jap. ラット Ratto) – jeden z członków Grupy Gaim.
- Yūya Sumii (jap. 角居 裕也 Sumii Yūya) – były lider Grupy Gaim, przyjaciel Kōty, którego powiadomił o zakupie Sengoku Drivera i Ziarnokłówdek. Podczas pobytu w lesie Hellheim Yūya zjadł niedojrzałą Ziarnokłódkę i przemienił się w Invesa. Niezdający sobie z tego sprawy Kōta po odnalezieniu Sengoku Drivera przemienił się w Gaim i podjął z nim walkę, co doprowadziło do śmierci Yūyi i wmieszania się Kōty w wojnę między Riderami.
- Peko (jap. ペコ)
- Akira Kazuraba (jap. 葛葉 晶 Kazuraba Akira) – starsza siostra Kōty, która mieszka z nim sama po stracie ich rodziców. Pomoc jej w utrzymaniu domu była głównym powodem odejścia Kōty z Grupy Gaim.
- Kiyojirō Bandō (jap. 阪東 清治郎 Bandō Kiyojirō) –
- DJ Sagara (jap. DJサガラ Dī Jei Sagara)
- Demushu (jap. デェムシュ Dēmushu)
- Redyue (jap. レデュエ)
- Roshuo (jap. ロシュオ)

## Lista odcinków
1. Przemiana! Pomarańcza z nieba!? (変身！空からオレンジ！？ Henshin! Sora kara Orenji!?)
2. Zabójczy cios! Ananasowe Kopnięcie! (必殺！パインキック！ Hissatsu! Pain Kikku)
3. Szok! Bananowa przemiana rywala!? (衝撃！ライバルがバナナ変身！？ Shōgeki! Raibaru ga Banana Henshin!?)
4. Narodziny! Winogronowy trzeci Rider! (誕生！3人目のぶどうライダー！ Tanjō! Sanninme no Budō Raidā!)
5. Odrodzenie! Truskawkowa zbroja przyjaźni! (復活！友情のイチゴアームズ！ Fukkatsu! Yūjō no Ichigo Āmuzu!)
6. Rider Duriana gotowy do walki! (ドリアンライダー、参戦！ Dorian Raidā, Sansen!)
7. Wielki Arbuz, wielkie bum! (大玉スイカ、ビッグバン！ Ōdama Suika, Biggu Ban!)
8. Nowa moc Barona- Mango!? (バロンの新しき力、マンゴー！ Baron no Atarashiki Chikara, Mangō!?)
9. Polowanie na Inves (怪物インベス捕獲大作戦！ Kaibutsu Inbesu Hokaku Daisakusen!)
10. Zebranie Riderów! Tajemnica lasu odkryta! (ライダー大集結！森の謎を暴け！ Raidā Daishūketsu! Mori no Nazo o Abake!)
11. Prawdziwy cel świątecznej gry (クリスマスゲームの真実 Kurisumasu Gēmu no Shinjitsu)
12. Riderzy nowej generacji (新世代ライダー登場！ Shin Sedai Raidā Tōjō!)
13. Znak przyjaźni Gaim i Barona (鎧武、バロンの友情タッグ！ Gaimu, Baron no Yūjō Taggu!)
14. Tajemnica owoców z Hellheim (ヘルヘイムの果実の秘密 Heruheimu no Kajitsu no Himitsu)
15. Twórca pasów (ベルトを開発した男 Beruto o Kaihatsu shita Otoko)
16. Nowa zbroja! Narodziny Jinba-Cytryny! (新アームズ！ジンバーレモン誕生！ Shin Āmuzu! Jinbā Remon Tanjō!)
17. Brzoskwiniowy Rider- Malika przybywa! (桃のライダー、マリカ光臨！ Momo no Raidā, Marika Kōrin!)
18. Żegnajcie Beat Riderzy (さらばビートライダーズ Saraba, Bīto Raidāzu)
19. Genialna tajemnicza broń (贈られた秘密兵器 Okurareta Himitsu Heiki)
20. Inwazja rozpoczęta z końcem świata (世界のおわり はじまる侵略 Sekai no Owari Hajimaru Shinryaku)
21. Tajemnica Yggrasill (ユグドラシルの秘密 Yugudorashiru no Himitsu)
22. Prawda o jednej siódmej (7分の1の真実 Nana-bun-no-Ichi no Shinjitsu)
23. Wyjdź naprzód, zbrojo Kachidoki! (いざ出陣！カチドキアームズ！ Iza Shutsujin! Kachidoki Āmuzu!)
24. Nowe nemezis- Suzereni (新たな強敵オーバーロード Aratana Kyōteki Ōbārōdo)
25. Gridon, Bravo- najsilniejszy znak (グリドン・ブラーボ最強タッグ Guridon Burābo Saikyō Taggu)
26. Rodzajowa przemiana Barona (バロンのゲネシス変身！ Baron no Geneshisu Henshin)
27. A gdy poznasz prawdę... (真実を知る時 Shinjitsu o Shiru Toki)
28. Zdradziecki Zangetsu (裏切りの斬月 Uragiri no Zangetsu)
29. Król Suzerenów (オーバーロードの王 Ōbārōdo no Ō)
30. Czerwono-niebieski Kikaider (赤と青のキカイダー Aka to Ao no Kikaidā)
31. Gdzie jest Zakazany Owoc? (禁断の果実のゆくえ Kindan no Kajitsu no Yukue)
32. Najpotężniejsza moc- zbroja Kiwami (最強の力！極アームズ Saikyō no Chikara! Kiwami Āmuzu)
33. Wielkie zebranie Beat Riderów (ビートライダーズ大結集 Bīto Raidāzu Dai Kesshū)
34. Moc króla i wskrzeszenie królowej (王の力と王妃復活 Ō no Chikara to Ōhi Fukkatsu)
35. Arka Mitchyego (ミッチの箱舟 Mitchi no Hakobune)
36. Walka braci- Zangetsu kontra Zangetsu-Shin (兄弟の決着！斬月VS斬月・真！ Kyōdai no Ketchaku! Zangetsu Tai Zangetsu Shin)
37. Letni obóz piłkarski Barona (バロン・サッカー対決　夏の陣！ Baron Sakkā Taiketsu Natsu no Jin!)
38. Powrót profesora (プロフェッサーの帰還 Purofessā no Kikan)
39. Ryzykowny plan zdobycia wieży (決死のタワー突入作戦！ Kesshi no Tawā Totsunyū Sakusen)
40. Przebudzenie Suzerena (オーバーロードへの目覚め Ōbārōdo e no Mezame)
41. Zderzenie dwóch królów (激突!オーバーロードの王 Gekitotsu! Ōbārōdo no Ō)
42. Ostatnia przemiana Mitsuzane (光実！最後の変身！ Mitsuzane! Saigo no Henshin!)
43. Ostateczna przemiana Barona (バロン 究極の変身 Baron Kyukyoku no Henshin)
44. Dwójka mierząca w przyszłość (二人の目指す未来は Futari no Mezasu Mirai Wa)
45. Pojedynek dwóch wybrańców (運命の二人 最終バトル！ Unmei no Futari Saishū Batoru!)
46. Zwycięzca przeznaczenia (運命の勝者 Unmei no Shōsha)
47. Przemiana! Idźmy w przyszłość (変身！そして未来へ Henshin! Soshite Mirai e)

## Obsada
- Kōta Kazuraba/Kamen Rider Gaim: Gaku Sano
- Mai Takatsukasa: Yūmi Shida
- Kaito Kumon/Kamen Rider Baron: Yutaka Kobayashi
- Mitsuzane Kureshima/Kamen Rider Ryugen: Mahiro Takasugi
- Takatora Kureshima/Kamen Rider Zangetsu: Yūki Kubota
- Kiyojirō Bandō: Tomohisa Yuge (także Gorō w Kamen Rider Ryuki i Masato Mishima w Kamen Rider Kabuto)
- Chucky: Kanon Tsuyama
- Rika: Miina Yokota
- Rat: Ren Ozawa
- Sid/Kamen Rider Sigurd: Kazuki Namioka
- Zack/Kamen Rider Knuckle: Gaku Matsuda
- Peko: Saku Momose
- Hideyasu Jonouchi/Kamen Rider Gridon: Ryō Matsuda
- Ryōji Hase/Kamen Rider Kurokage: Atsushi Shiramata
- Oren Pierre Alfonso/Kamen Rider Bravo: Metal Yoshida
- DJ Sagara: Tomomitsu Yamaguchi
- Akira Kazubara: Rika Izumi
- Yūya Sumii: Hiromi Sakimoto
- Ryōma Sengoku/Kamen Rider Duke: Tsunenori Aoki
- Yōko Minato/Kamen Rider Marika: Minami Tsukui
- Demushu: Tomokazu Sugita (głos)
- Roshuo: Jōji Nakata (głos)
- Redyue: Kenjirō Tsuda (głos)